# 蓬佩亚
蓬佩亚是巴西圣保罗州的一个市镇。总面积786.406平方公里，总人口19091人，人口密度24.3人/平方公里。